# La Bellière (Orne)
 La Bellière  es una población y comuna francesa, situada en la región de Baja Normandía, departamento de Orne, en el distrito de Argentan y cantón de Mortrée.

## Demografía
| 167 | 153 | 128 | 116 | 101 | 103 |
| Para los censos de 1962 a 1999 la población legal corresponde a la población sin duplicidades (Fuente: INSEE [Consultar]) |     |     |     |     |     |